# Altcoins
Altcoins são criptomoedas alternativas ao Bitcoin. A maioria dos altcoins surgiu a partir de bifurcações (do inglês: fork) do código-fonte do Bitcoin, com o intuito de modificar alguns parâmetros internos da rede do Bitcoin ou adicionar novas características (features), a depender do objetivo de cada altcoin.

## História
Bitcoin é uma criptomoeda que teve o surgimento iniciado em meados de outubro de 2008, quando o seu suposto criador Satoshi Nakamoto publicou o famoso whitepaper descrevendo os fundamentos teóricos do Bitcoin e o primeiro release do código-aberto em Janeiro de 2009 . Apenas mais de dois anos depois, em abril de 2011, que ocorreu a primeira bifurcação do código do Bitcoin chamado Namecoin. A taxa com quais altcoins surgiam não cresceu muito até 2013, até que atingiu um ponto no qual vários altcoins eram lançados semanalmente.
É usual que o surgimento de novas criptomoedas não sejam feitas a partir "do zero",  apesar de muitos altcoins terem sido feitos a partir de bifurcações do código-fonte do Bitcoin, a moeda que possui mais bifurcações é o Litecoin, a qual é ela própria uma bifurcação do Bitcoin.
A motivação por trás do surgimento de altcoins geralmente dá-se ao surgimento de uma nova criptomoeda que se propõe a implementar diferentes features que não são suportadas pelo Bitcoin (ou outras criptomoedas), como novos recursos de segurança, edições ou acréscimos à linguagem de script (a fim de suportar mais instruções), outros algoritmos de prova-de-trabalho, diferentes esquemas de mineração ou a taxa com qual a recompensa pela mineração de blocos é reduzida.

### Namecoin
Namecoin (símbolo: ℕ ou NMC) (é um altcoin famoso por ter sido a primeira bifurcação do código-fonte do Bitcoin. Foi lançado em abril de 2011, utiliza o mesmo esquema de prova-de-trabalho do Bitcoin. Atualmente, existem 13,117,850 NMC em circulação, atingindo um valor de mercado de aproximadamente 6 milhões de dólares.
O Namecoin surgiu originalmente a partir da ideia de um projeto chamado BitDNS, no qual propunha-se utilizar a tecnologia da rede do Bitcoin para fornecer serviços de registro de nome de domínio (DNS). O projeto eventualmente separou-se do Bitcoin e criou a sua própria altchain separada do Bitcoin.
Por uma taxa de 0.01NMC, é possível que um usuário registre o seu próprio domínio de forma descentralizada, de forma que não seja necessária uma terceira parte confiável ou uma autoridade central que mantenha os registros de domínio. Os domínios registrados na rede do Namecoin possuem a extensão .bit e podem ser acessados a partir de um navegador com configurações e plugins especiais. Namecoin foi a primeira altcoin a incluir o recurso de mineração simultânea (do inglês: merge mining), que permite a um minerador minerar em mais de uma blockchain ao mesmo tempo.

### Litecoin

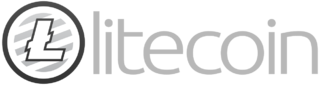
Logo do Litecoin

O Litecoin  (símbolo: Ł ou LTC) é a altcoin mais conhecida derivada a partir de uma bifurcação do Bitcoin. É a criptomoeda peer-to-peer que teve o seu código-fonte bifurcado mais vezes, seguido do próprio Bitcoin. O Litecoin foi lançado oficialmente em 13 de outubro de 2011, e possui poucas variações em relação ao Bitcoin. Entre as principais diferenças em relação ao Bitcoin, destacam-se a taxa de processamento de blocos (2 minutos e 30 segundos, em comparação aos 10 minutos do Bitcoin) que foi escolhido em função de dificultar a ocorrência de gasto duplos e o algoritmo de prova-de-trabalho utilizado, que ao contrário do SHA-256, utiliza o scrypt cujo plano de implementação inicial tinha como propósito evitar que GPUs tivessem vantagem sobre CPUs durante o processo de mineração.

### Dogecoin
Dogecoin (símbolo: Ð ou D) foi lançada em dezembro de 2013 como uma criptomoeda que não possuía o propósito de ser "levada à sério", no entanto houve a adesão de muitos usuários que viram no Dogecoin uma oportunidade para minerar por uma criptomoeda que não possuía muita competição por mineração. A comunidade de usuários do Dogecoin possuem uma cultura por utilizar a moeda para angariação de fundos e outras atividades relacionadas à caridade. Duas das mais famosas ocorrências de patrocínios que foram levantados com o uso de Dogecoin foram o patrocínio para o corredor de NASCAR Josh Wise na corrida Talladega Superspeedway e o patrocínio do equivalente a 30 mil dólares em Dogecoin para que o time nacional de bobsled da Jamaica pudesse participar das Olimpíadas de Inverno de 2014.

## Esquemas Alternativos de Mineração
Apesar da maioria das altcoins não diferir muito das configurações padrões do Bitcoin, é possível que algumas altcoins possuam implementações bastante diversas para sustentar o propósito daquela altcoin. Os esquemas de mineração são de extrema importância para o funcionamento de uma altcoin, uma vez que o esquema de mineração que define como será o sistema de recompensa que irá gerar recompensa (unidades de altcoins) para os mineradores. O esquema de mineração em sua essência envolve computar a solução para um problema matemático comprovadamente difícil, no entanto que seja fácil verificar se a computação foi feita de forma correta. No caso do Bitcoin, o algoritmo utilizado no emprego do sistema de prova-de-trabalho é o SHA-256.

### Esquemas de Mineração Resistentes à ASICs
Circuitos integrados de aplicação especifica (também conhecido como ASICs ou CIAEs) são frequentemente empregados na mineração de Bitcoins, nos quais os chips são altamente otimizados para realizar com eficiência a tarefa específica de mineração. Como ASICs são dominantes na mineração de Bitcoin, uma possível alternativa para incentivador um minerador à juntar-se a rede do altcoin é utilizar por um esquema de mineração que seja resistente à ASICs, de forma que o minerador possa realizar a mineração em um computador ordinário (ou menos custoso de se construir).

#### Scrypt
Uma abordagem para reduzir a disparidade entre dispositivos de alta performance e dispositivos ordinários é a utilização de esquemas de mineração nos quais a função de Hash seja limitada pela memória, ou seja, que haja um fator de balanceamento constante entre tempo e memória utilizado para computar o valor da função. Isso significa que é possível computar o valor do hash com custo fixo de memória, no entanto para computar com menos memória irá aumentar o tempo necessário para computar o valor.
A função de hash scrypt  é um exemplo de função de hash que é limitada pela memória, que é a função utilizada no esquema de mineração do Litecoin (ao contrário do SHA-256 do Bitcoin). No entanto, apesar das limitações de memória impostas pelo uso da função, ainda assim está ocorrendo a produção de ASICs destinadas a mineração em altcoins que possuem scrypt em seu esquema de mineração (como LiteCoin, FeatherCoin, NovaCoin).

#### X11

Logo oficial do Dash

Outra abordagem para aumentar a resistência à ASICs é a utilização da função de hash criptográfica X11 ao invés do tradicional SHA-256. O X11, é utilizado no algoritmo de prova-de-trabalho da criptomoeda Dash (previamente conhecida por Darkcoin ou XCoin) consiste em aplicar em sequência onze funções conhecidas de hash criptográfico. Isso ocasiona que CPUs de alta performance tenham um desempenho similar à GPUs, além de dificultar a implementação de ASICs para a computação da função.

### Prova-de-Trabalho-Útil
Uma possível alternativa ao tradicional esquema de mineração envolvendo sistemas de prova-de-trabalho é o sistema de prova-de-trabalho-útil (do inglês: proof-of-useful-work). O sistema de prova-de-trabalho implementado para a rede do Bitcoin implica que há muitos computadores consumindo grandes quantias de energia dedicados exclusivamente à mineração de Bitcoins, enquanto o esquema de mineração poderia envolver encontrar a solução de um problema que satisfizesse às necessidades de mineração e ainda ter algum valor útil para a sociedade fora da rede da criptomoeda. Bons candidatos para esses problemas devem envolver problemas nos quais encontrar uma solução para uma instância do problema envolva uma busca em um espaço potencialmente muito grande e esparso de soluções. Exemplos de problemas que poderiam ser aplicáveis a tal situação incluem enovelamento de proteínas (encontrar uma configuração funcional de uma proteína, na qual ela pode exercer sua função biológica). Um problema em potencial para a aplicação desse paradigma de prova-de-trabalho é o fato de que é necessário que algum administrador confiável escolha qual seja o problema a ser aplicado, o que é contrário ao argumento de descentralização.

#### Primecoin

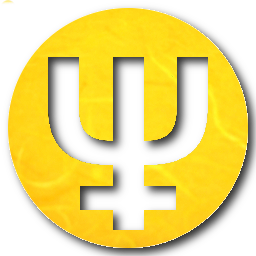
Logo do Primecoin

Primecoin]] (símbolo: Ψ ou XPM) é um exemplo de criptomoeda que utiliza um sistema de prova-de-trabalho-útil dentro do seu esquema de mineração. Ao invés de simplesmente computar por valores de função hash SHA-256, Primecoin utiliza a computação de cadeias de Cunningham, de forma que a resolução do problema envolve achar uma cadeia de Cunningham. Várias das cadeias mais longas de Cunningham descobertas até então foram descobertas a partir de mineradores da rede do Primecoin. Essas longas cadeias de números primos são de interesse à comunidade matemática e possuem aplicações em outras áreas das ciências (como campos da física que lidam com a distribuição de números primos).

### Prova-de-Posse
Um problema em esquemas de mineração baseados em prova-de-trabalho consiste em que há muita perda de poder computacional e energia, uma vez que o sistema é baseado em erro e tentativa: são tentadas combinações de soluções para o problema proposto até que a solução correta seja produzida e proposta. Isso implica que esquemas de mineração envolvendo prova-de-trabalho possuem sua segurança dependente em consumo de energia, uma vez que é necessário grande poder computacional (e consequentemente custo de energia necessário para manter os complexos de mineração) para computar as possíveis soluções.
Ao invés de, como nos esquemas de mineração baseados em prova-de-trabalho, que o minerador proponha uma solução para uma problema; um esquema de mineração baseado em prova-de-posse (do inglês: proof-of-stake) requer que o minerador certifique possuir uma certa quantidade de unidades de criptomoeda. Dessa forma, quanto mais unidades de criptomoeda o minerador possui, maior será o seu poder de mineração. Isso elimina a necessidade de gastar dinheiro e recursos em complexos computacionais de mineração, uma vez que o cálculo é simples. Por exemplo, se um minerador possui 1% da quantidade disponível de unidades de um altcoin, é permitido a ele minerar 1% das transações. Essa condição imposta pela rede força com que o minerador possua posse de unidades de altcoin na rede.

#### Peercoin
O altcoin Peercoin é o primeiro altcoin a implementar prova-de-posse dentro de seu esquema de mineração. Peercoin utiliza um esquema híbrido de mineração no qual blocos da blockchain podem ser gerados tanto a partir de prova-de-trabalho como a partir de prova-de-posse .

## Mineração Simultânea de Bitcoin e Altcoin
Usualmente, a mineração em altcoins é exclusiva àquela altcoin. Isso implica que em esquemas de mineração envolvendo prova-de-trabalho, para um determinado minerador aderir à rede dessa nova altcoin, existe um custo de oportunidade em deixar de minerar por Bitcoins para dedicar seus recursos de mineração exclusivamente para minerar a altcoin. Isso é uma barreira que altcoins enfrentam para atrair participantes para a rede inicialmente.
Mineração simultânea envolve fazer com que cada tentativa de computar a solução de uma função para blocos na blockchain do altcoin também seja uma possível solução para blocos na blockchain do Bitcoin. Isso é alcançado incluindo dados necessários (e.g.: o hash do cabeçalho do bloco anterior na blockchain do altcoin) para a validação do bloco da blockchain do altcoin num campo de dados de bloco do Bitcoin que recebe dados arbitrários (e.g.: no campo scriptSig). Namecoin é uma das altcoins que dá suporte à mineração simultânea.
Apesar do uso de mineração simultânea ser bom para atrair participantes iniciais para a rede do altcoin, a mineração simultânea também apresenta um risco para as altcoins. Altcoins pequenas podem sofrer ataques de negação de serviço . Uma vez que mineradores não precisam parar de minerar Bitcoins para minerar na rede de um altcoin, mineradores com grande poder computacional podem lançar ataques às redes menores sem parar de minerar por Bitcoins. Esse evento ocorreu em 2012, quando a então existente altcoin CoiledCoin sofreu um ataque de negação de serviço, onde eram minerados vários blocos vazios sem conter nenhuma transação, de forma que usuários da CoiledCoin não conseguiam realizar nenhuma transação, até que os usuários desistiram de usar essa altcoin.